# Colangiocarcinoma
El colangiocarcinoma o cáncer de las vías biliares es un proceso tumoral de carácter maligno que afecta, de modo parcial o en mayor medida, al sistema de conductos que transportan la bilis desde el hígado hasta el intestino delgado. Existe una variedad clínica de este tumor, llamado tumor de Klatskin. Se presenta en la bifurcación de los conductos hepáticos, y es muy letal por su diagnóstico tardío, y tratamiento poco efectivo.
Los colangiocarcinomas suelen presentar crecimiento lento y metástasis tardía. Se trata pues de una patología indolente que frecuentemente es diagnosticada en estadios avanzados de la enfermedad que desaconsejan su extirpación quirúrgica. Es una enfermedad cuya incidencia se aproxima a 2 casos por cada 100 000 personas. El cáncer de vía biliar puede debutar en cualquier parte de la anatomía de los conductos biliares y da lugar a síntomas por la obstrucción de estas vías. Este tumor afecta a individuos de ambos sexos y en la mayoría de los casos se desarrollan en pacientes con edad superior a los 20 años.
La colangitis esclerosante primaria, la irritación biliar crónica y los quistes colédocos están asociados con un mayor riesgo de padecer esta enfermedad. Además, se ha observado que la colangitis esclerosante primaria es la única patología a diferencia de la enfermedad hepática y la diabetes mellitus tipo II, hasta ahora demostrado, que predispone a padecer más mutaciones génicas.

## Síntomas
- Ictericia progresiva
- Heces color arcilla
- Dolor abdominal en el cuadrante superior derecho que puede irradiarse a la espalda causado por cálculos obstruidos por el mismo tumor
- Picazón
- Pérdida del apetito
- Pérdida de peso
- Escalofríos
- Fiebre
- Pérdida grave del apetito sexual

## Signos y exámenes

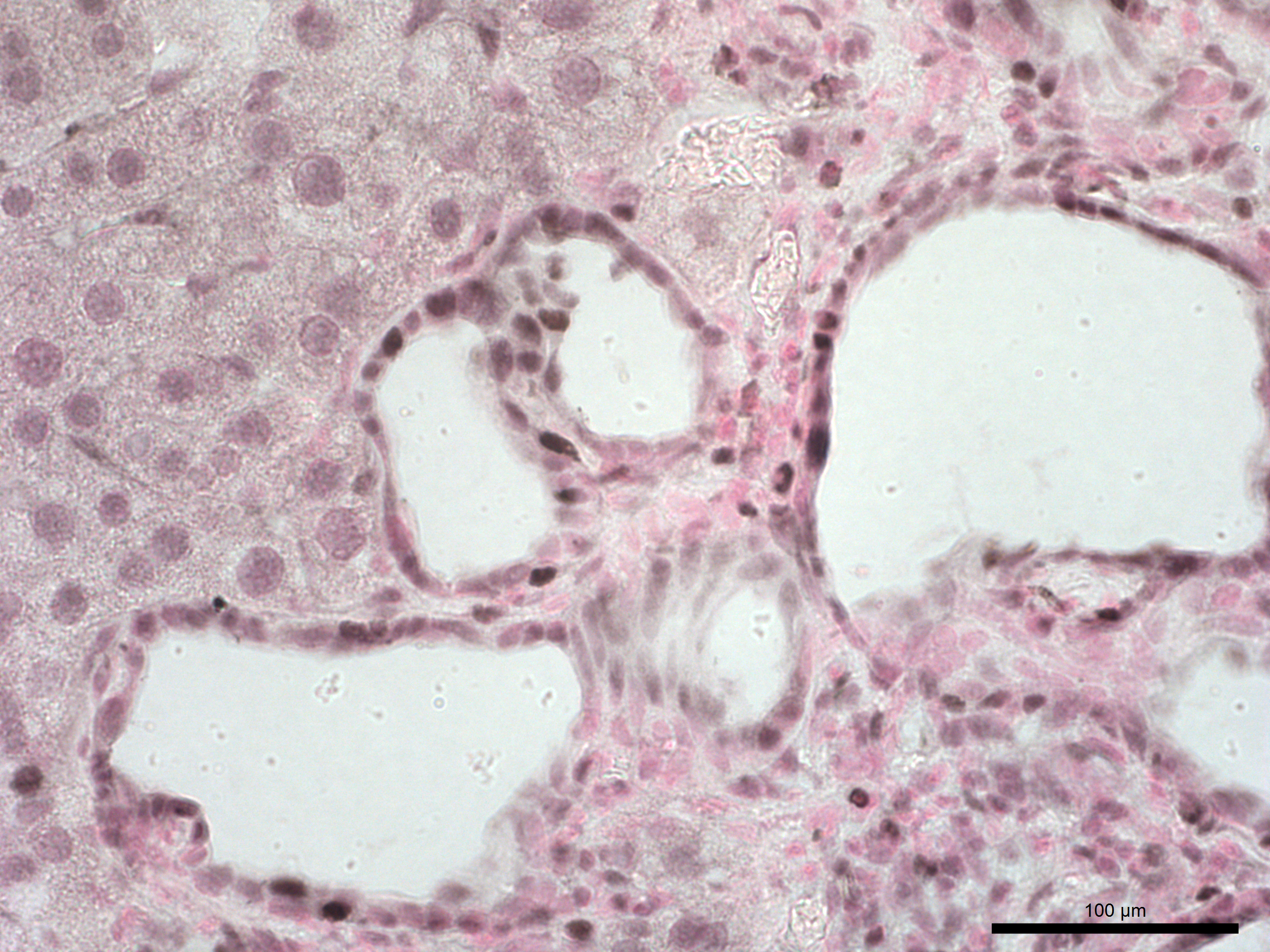
Colangiocarcinoma intrahepático (tinción de PCNA).

Exámenes que ponen de manifiesto un colangiocarcinoma:
- Colangiopancreatografía retrógrada endoscópica (CPRE)
- Colangiografía transhepática percutánea (PTC)
- Ecografía abdominal
- Citología
- Biopsia dirigida por tomografía computarizada
- Tomografía computarizada abdominal
- Pruebas de la función hepática
- Bilirrubina

## Tratamiento
El objetivo fundamental es tratar el proceso tumoral y la obstrucción que este causa. El tratamiento de elección siempre que sea posible llevarlo a cabo es la extirpación quirúrgica. Tras la cirugía, cabe la posibilidad de administrar quimioterapia o radioterapia con el fin de reducir el riesgo de recaída, no obstante los beneficios de realizar esta serie de pasos no están completamente claros.
Algunos grupos, como el de la Clínica Mayo, han mostrado buenos resultados del trasplante hepático en grupos muy seleccionados de pacientes. Sin embargo, en la mayoría de los centros se considera que el colangiocarcinoma es una contraindicación para el trasplante hepático por su alta tasa de recurrencia.
La terapia endoscópica o la cirugía a menudo despejan las obstrucciones de los conductos biliares y así consiguen aliviar la ictericia en aquellos pacientes a los que no se les puede extirpar el tumor.
Para estos pacientes no quirúrgicos la radioterapia puede resultar beneficiosa en gran medida. Además la quimioterapia puede emplearse de modo conjunto a la radioterapia y actuar así de modo sinérgico.
Si tras estudio génico se muestran variantes en genes descritos como targets terapéuticos, podrían emplearse inhibidores de tirosina-quinasa para aquellos pacientes que posean mutaciones en los genes de fusión FGFR2 y ROS1, los cuales poseen dicho dominio tirosina-quinasa; o en aquellos que posean mutaciones de ganancia de copia o sobreexpresión de los genes IDH1 e IDH2; también existirían para ellos inhibidores de IDH; o incluso en pacientes que posean sobreexpresión de PDGFRB o PI3KCA, se han visto en ensayos in vitro; habríá que esperar hasta que llegase a clínica; que se podrían inhibir sus funciones proliferativas en el tumor con la aplicación de Imatinib.

## Pronóstico
La extirpación o resección total de la masa tumoral permite que en torno al 30 o 40 % de los pacientes sobrevivan durante al menos 5 años y que gran parte de ellos puedan incluso llegar a curarse completamente. Cuando no se puede extirpar el tumor, generalmente, la curación no es posible. El pronóstico también va a estar influenciado de las variantes génicas que posean los pacientes, pues hay algunas que son de peor pronóstico; y otras que son positivas de cara a la supervivencia; o que reducen procesos secundarios de la patología, y por tanto, mejoran la calidad de vida, al reducir la tumorigenicidad de la carcinogénesis.

## Complicaciones
- Insuficiencia hepática
- La diseminación metastásica del tumor a otros órganos
- Infección
- Vómitos descontrolados

## Variantes génicas
La mayor parte de los estudios realizados hasta el momento, se han centrado en la población asiática; donde se han demostrado mutaciones en KRAS, IDH1 e IDH2 aumentadas y fusiones del gen FGFR2; además de destacar en un alto porcentaje mutaciones no silenciosas de TP53 (10-42%); sin embargo; en cohortes caucásicas esta no posee tanta relavancia (6-11%). En varios estudios, con el objetivo de caracterizar molercularmente la iCCA (Colangiocarcinoma intrahepático) en caucásicos se han establecido variantes recurrentes:
- Mutaciones en ARID1A, IDH1, BAP1 (mejor pronóstico y menor inflamación), TP53, KRAS y ATM.
- Ganancias de copia de CCND1 y MDM2.
- Deleciones de FOXP1 y CDKN2A.
- Genes de fusión de FGFR2 y, se ha descubierto recientemente un gen de fusión de ROS1 también relacionado con la patogenia; los genes de fusión se suelen asociar como drivers de la enfermedad, y por tanto, protagonistas de la etiología.
- Mutaciones en PBX1, reportado previamente en otros tipos tumorales y también descrito recientemente para este tumor, no se considera un oncogén ni un supresor de tumores, porque tiene funciones contradictorias, por lo que se propone que su función es tejido-dependiente. La sobre-expresión de este gen se ha relacionado con un peor pronóstico.

De ellas, las mutaciones en TP53, KRAS, PBX1, y deleciones en CDKN2A son indicadores de mala supervivencia.

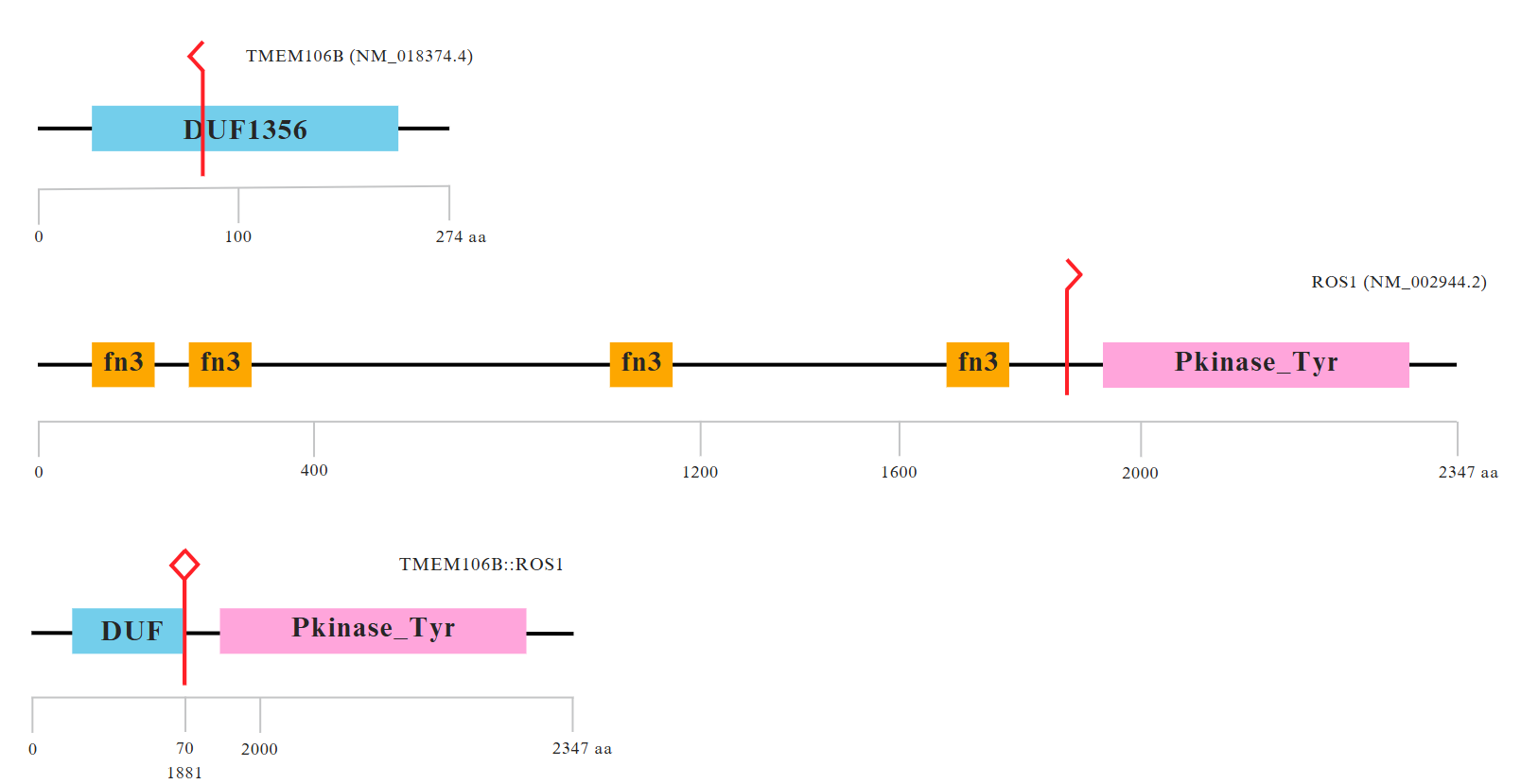
Gen de fusión de TMEM106B::ROS1, descubierto recientemente, y su relación con el Colangiocarcinoma intrahepático.